# 生命之舞
《生命之舞LIVE TOUR DVD》（簡稱《生命之舞》）是台灣男歌手羅志祥於2011年11月11日發行的第二張演唱會專輯。
《生命之舞》由唱片公司金牌大風斥資3000萬製作，除了完整收錄2010年5月16日於台北小巨蛋舉行的「舞法舞天」演唱會台北場演唱會的經典內容（包括歌曲演出，樂器表演以及羅志祥挑戰張惠妹、蔡依林、蕭亞軒三大天后的跳唱組曲片段），全程更以PRORES422(HQ)廣帶域影像製作，並加入全新獨白訪談內容 。
另外,預購版本《生之戰預購限定盤》額外獨家收錄Born to Dance / BONUS DVD，收錄《舞法舞天之一萬零一夜 ENCORE WORLD LIVE TOUR》高雄最終場中五首來自獨一無二專輯的歌曲及嘉賓四大天王唯一現場合體全紀錄。同時亦收錄了橫跨亞洲、美洲、大洋洲，世界巡迴合共42場演唱會的精華片段。 

## 唱片版本
- 生之戰預購限定盤，附送寫真冊及BONUS DVD[2]
- 舞之華正式強襲盤，附送寫真冊及含羅志祥錄音的「LIVE應援卡」[3]

## 曲目

### DVD 1
1. 生命之舞－信念
2. Opening Show
3. SONG 01  舞法舞天
4. SONG 02  箇中強手
5. SONG 03  精舞門
6. SONG 04  戀愛達人
7. SONG 05  敗給你
8. SONG 06  In your eyes
9. SONG 07  生理時鐘
10. 生命之舞－堅持
11. 我的音樂啟蒙VCR
12. SONG 08  為你寫首歌
13. SONG 09  為什麼要在一起
14. SONG 10  I Feel Good
15. SONG 11  蝴蝶秀
16. SONG 12  狐狸精
17. 生命之舞－精進
18. 達浪薛海Talk Show
19. SONG 13  愛不單行
20. SONG 14  愛＊轉角
21. SONG 15  天后看了也怕怕組曲
22. SONG 16  WOW!

### DVD 2
1. 生命之舞－開創
2. 小提琴獨奏
3. SONG 17  好朋友
4. SONG 18  搞笑
5. SONG 19  我不會唱歌
6. SONG 20  習慣就好
7. 生命之舞－雄心
8. 炫光耀舞雷射秀
9. SONG 21  愛的主場秀
10. SONG 22  一支獨秀
11. SONG 23  幸福不滅
12. 生命之舞－突破
13. 生命之舞
14. SONG 24  Twinkle
15. SONG 25  愛瘋頭
16. SONG 26  撐腰

### Born To Dance [Bonus DVD]
1. 獨一無二篇
2. 獨一無二 Only You
3. Touch My Heart
4. 美麗的誤會
5. 拚什麼
6. 一萬零一夜
7. 友情有義篇
8. 四大天王 / 高雄場特別嘉賓
9. 嘉賓如潮 / 世界巡迴特別嘉賓
10. 堅持無價篇
11. 加料不加價 / 舞蹈演出巡迴精華版
12. 特別獻禮 / 樂器演出巡迴精華版
13. 出乎意料篇
14. 意料之外 / 巡迴演唱意外驚喜畫面
15. 鐵漢柔情 / 現場插曲片段，呈現最真實內心SHOW

## 成績
- G-Music風雲榜（影音榜）:
  - 首週銷售排名第1（第46週計算時間：2011/11/11 - 2011/11/17），百分比為54.86%[4]

- 五大金榜（影音榜）:
  - 首週銷售排名第1（第46週計算時間：2011/11/11 - 2011/11/17），百分比為62.78%[5]